# Coombabah Lake Conservation Park
Coombabah Lake Conservation Park är en park i Australien. Den ligger i delstaten Queensland, omkring 60 kilometer sydost om delstatshuvudstaden Brisbane. Coombabah Lake Conservation Park ligger 1 meter över havet. Den ligger vid sjön Coombabah Lake.
Runt Coombabah Lake Conservation Park är det tätbefolkat, med 636 invånare per kvadratkilometer.. Närmaste större samhälle är Gold Coast, omkring 12 kilometer sydost om Coombabah Lake Conservation Park.
Runt Coombabah Lake Conservation Park är det i huvudsak tätbebyggt. Genomsnittlig årsnederbörd är 1 424 millimeter. Den regnigaste månaden är januari, med i genomsnitt 275 mm nederbörd, och den torraste är oktober, med 21 mm nederbörd.